# شهرستان کووزکو
شهرستان کووزکو (به لهستانی: Powiat Kłodzko) یک شهرستان در لهستان است که در استان سیلزی سفلی واقع شده‌است. شهرستان کووزکو ۱٬۶۴۳٫۳۷ کیلومتر مربع مساحت و ۱۶۶٬۴۴۷ نفر جمعیت دارد.